# Linha de Passe (filme)
Linha de Passe é um filme de 2008 dos diretores Walter Salles e Daniela Thomas, com roteiro de ambos e de Bráulio Mantovani e George Moura. O filme foi aplaudido por nove minutos durante o Festival de Cannes, além de ganhar o prêmio de melhor atriz pela atuação de Sandra Corveloni. O filme estreou no Brasil em agosto de 2008.

## Sinopse
A trama mostra a história de quatro irmãos da Cidade Líder, periferia de São Paulo que, com a ausência do pai, precisam lutar por seus sonhos. Um deles, Dario (Vinícius de Oliveira), vê em seu talento como jogador de futebol a esperança de uma vida melhor. O título é uma alusão ao futebol, que está no centro das atenções, Dario aspira carreira como jogador e são todos torcedores fanáticos do Sport Club Corinthians Paulista.

## Elenco
- Vinícius de Oliveira como Dario
- João Baldasserini como Dênis
- Geraldo Rodrigues como Dinho
- Kaique de Jesus como Reginaldo
- José Trassi como Felipe[3]
- Mateus Solano como Marcelo
- Sandra Corveloni como Cleusa
- Renata Novaes como Glorinha
- Denise Weinberg como Estela[3]
- Mário César Camargo como Genaro[3]
- Rafael Losso como Bruno[3]
- Luisa Micheletti como Fernanda[3]
- Luiz Serra como Treinador do Tiradentes[3]
- Ana Carolina Dias como moça da igreja
- Almir Barros como Japa , conhecido por Carandiru (2003), Salve Geral (2009) e Linha de Passe (2008).

## Premiações e indicações
| Ano  | Prêmio                                   | Categoria                       | Nomeações                      | Resultado | Ref.        |
| ---- | ---------------------------------------- | ------------------------------- | ------------------------------ | --------- | ----------- |
| 2008 | Festival de Cannes                       | Melhor Interpretação Feminina   | Sandra Corveloni               | Venceu    | [ 4 ]       |
| 2008 | Festival de Cannes                       | Melhor Filme                    | Linha de Passe                 | Indicado  | [ 5 ]       |
| 2008 | Festival de Havana                       | Segundo Melhor Filme            | Linha de Passe                 | Venceu    | [ 6 ] [ 7 ] |
| 2008 | Festival de Havana                       | Melhor Edição                   | Gustavo Giani e Lívia Serpa    | Venceu    | [ 6 ] [ 7 ] |
| 2008 | Festival de Havana                       | Melhor Atriz                    | Sandra Corveloni               | Venceu    | [ 8 ]       |
| 2008 | Prêmio APCA                              | Melhor Filme                    | Linha de Passe                 | Venceu    | [ 9 ]       |
| 2009 | Prêmio Grande Otelo do Cinema Brasileiro | Melhor Longa-Metragem de Ficção | Linha de Passe                 | Indicado  | [ 10 ]      |
| 2009 | Prêmio Grande Otelo do Cinema Brasileiro | Melhor Direção                  | Daniela Thomas e Walter Salles | Indicado  | [ 10 ]      |
| 2009 | Prêmio Grande Otelo do Cinema Brasileiro | Melhor Atriz                    | Sandra Corveloni               | Indicado  | [ 10 ]      |
| 2009 | Prêmio Grande Otelo do Cinema Brasileiro | Melhor Roteiro Original         | Daniela Thomas e George Moura  | Indicado  | [ 10 ]      |
| 2009 | Prêmio Grande Otelo do Cinema Brasileiro | Melhor Direção De Fotografia    | Mauro Pinheiro Jr.             | Indicado  | [ 10 ]      |
| 2009 | Prêmio Grande Otelo do Cinema Brasileiro | Melhor Maquiagem                | Gabi Moraes                    | Indicado  | [ 10 ]      |
| 2009 | Prêmio Grande Otelo do Cinema Brasileiro | Melhor Montagem - Ficção        | Gustavo Giani e Lívia Serpa    | Indicado  | [ 10 ]      |
| 2009 | Prêmio Grande Otelo do Cinema Brasileiro | Melhor Trilha Sonora Original   | Gustavo Santaolalla            | Indicado  | [ 10 ]      |
| 2009 | Prêmio Guarani                           | Melhor Filme                    | Linha de Passe                 | Indicado  | [ 11 ]      |
| 2009 | Prêmio Guarani                           | Melhor Direção                  | Walter Salles e Daniela Thomas | Indicado  | [ 11 ]      |
| 2009 | Prêmio Guarani                           | Melhor Atriz                    | Sandra Corveloni               | Venceu    | [ 11 ]      |
| 2009 | Prêmio Guarani                           | Melhor Ator Coadjuvante         | João Baldasserini              | Venceu    | [ 11 ]      |
| 2009 | Prêmio Guarani                           | Melhor Roteiro Original         | George Moura e Daniela Thomas  | Venceu    | [ 11 ]      |
| 2009 | Prêmio Guarani                           | Melhor Edição                   | Gustavo Giani e Lívia Serpa    | Indicado  | [ 11 ]      |
| 2009 | Prêmio Guarani                           | Revelação do Ano                | Kaíque de Jesus Santos         | Indicado  | [ 11 ]      |
| 2009 | Prêmio Guarani                           | Melhor Elenco                   | Fátima Toledo                  | Venceu    | [ 11 ]      |